# Vlastimir Mijović
Vlastimir Mijović (Foča, 12 maggio 1956 – Istanbul, 13 gennaio 2022) è stato un giornalista bosniaco, ex direttore responsabile del quotidiano Oslobođenje.

## Biografia
Vlastimir Mijović era laureato presso il Dipartimento di studi giornalistici della Facoltà di Scienze Politiche all'Università di Sarajevo, città in cui viveva dal 1964. Durante più di trent'anni di impegno professionale nel giornalismo, ha lavorato per diverse testate.
Ha iniziato la sua carriera nel 1979, quando ha iniziato a lavorare come giornalista del settimanale bosniaco Naši Dani, diventandone nel 1981 il direttore (all'epoca il più giovane nella storia della Jugoslavia socialista), incarico mantenuto fino al 1985. Dal 1985 al 1988 ha diretto Mladost, settimanale di Belgrado con un approccio critico verso gli eventi che stavano portando alla crisi e, in seguito, alla dissoluzione jugoslava.
Successivamente è passato a Oslobođenje, svolgendovi diversi incarichi: editorialista politico (1988-1990), corrispondente da Mosca (1990-1995), direttore responsabile dell'edizione per l'estero (1995-96), vicedirettore (1996-97), direttore responsabile (2007-08). Tra la fine degli anni Novanta e gli anni Duemila ha lavorato in numerose testate con incarichi direttivi, tra cui Svijet, Poslovni novosti e Bosnia Daily.
Dal 1997 al 2000, è stato conduttore del talk show politico Argumenti i Otvorena vrata ('Argomenti e porte aperte') sull'allora TV BiH (odierna BHT 1), all'epoca uno dei programmi giornalistici di maggior ascolto nella fascia prime time in Bosnia Erzegovina.
Nella sua carriera, ha scritto centinaia di articoli per diversi quotidiani e magazine nella regione ex-jugoslava tra cui, oltre ai già citati: Danas, NIN e Duga (Belgrado), Delo e Mladina (Lubiana), Slobodna Dalmacija (Spalato), Globus (Sarajevo), oltre a collaborare con testate radiofoniche locali ed internazionali quali Radio Free Europe e Radio Svoboda (in russo) (Praga), BBC Russian Service (Mosca), Radio Deutsche Welle, Radio Sarajevo, Radio Bosne i Hercegovine.
Per il suo impegno giornalistico, nel 1998 ha ricevuto il premio Novinar godine (Giornalista dell'anno) da parte dell'Associazione dei giornalisti della Bosnia ed Erzegovina.
È padre dell'attrice Luna Mijović.
È morto il 13 gennaio 2022 a Istanbul, dove si stava sottoponendo alle cure per un cancro ai polmoni. La malattia era stata annunciata pubblicamente dallo stesso giornalista nell'ottobre 2021. Alla sua scomparsa, numerose testate hanno descritto Mijović come "decano del giornalismo" bosniaco ed ex-jugoslavo.